# Миколаївська волость (Путивльський повіт)
Миколаївська волость — адміністративно-територіальна одиниця Путивльського повіту Курської губернії.
Станом на 1886 рік складалася з 7 поселень, 21 сільська громада. Населення — 5645 осіб (2812 чоловічої статі та 2833 — жіночої), 796 дворових господарств.
|                     | Площа, десятин | У тому числі орної, дес. |
| ------------------- | -------------- | ------------------------ |
| Сільських громад    | 4565           | 4280                     |
| Приватної власності | 3578           | 3032                     |
| Іншої власності     | 78             | 77                       |
| Загалом             | 8221           | 7389                     |

Найбільші поселення волості:
- Миколаївка — колишнє власницьке село при річка Куриця за 32 версти від повітового міста, 1304 особи, 200 дворів, православна церква, школа, лікарня, 2 лавки, постоялий двір, 12 вітряних млинів.
- Бошівка — колишнє власницьке село при річці Куриця, 731 осіб, 107 дворів, лавка.
- Верхня Сагарівка — колишнє власницьке село при річці Терн, 741 особи, 129 дворів, 15 вітряних млинів.
- Гамаліївка — колишнє власницьке село при річці Куриця, 1646 осіб, 255 дворів, православна церква, 47 вітряних млинів.